# Our house (Graham Nash)
Our house is een nummer van Crosby, Stills, Nash & Young dat is geschreven door Graham Nash. Ze brachten het in september 1970 uit op single met Carry on op de B-kant. Daarnaast verscheen het dat jaar op het album Déjà vu.

## Tekst en muziek
Het is een liefdeslied dat gaat over de romantiek van twee geliefden in hun huis. Ze hebben het helemaal voor elkaar: ze hebben een fijn huis, twee katten in de tuin; het leven was zo zwaar maar nu gaat het gemakkelijk vanwege jou. De geliefde over wie Nash zingt is Joni Mitchell met wie hij toen samen was. Samen hadden ze een optrekje in Laurel Canyon in Hollywood Hills in Californië. Hij componeerde het lied in een uur op haar piano. Later zei hij dat het lied hem al verveelde op de dag nadat hij het had geschreven, maar dat hij het zou blijven spelen omdat het onderwerp, een doodgewoon huiselijk geluksmoment, voor heel veel mensen iets betekende.
Op Déjà vu speelt Nash dit nummer op de piano en wordt hij ondersteund op de basgitaar door Greg Reeves en Dallas Taylor op het drumstel. De achtergrondzang is van David Crosby en Stephen Stills.

## Hitnoteringen
De single stond negen weken genoteerd in de Amerikaanse Billboard Hot 100 en bereikte daar de 30e positie als hoogste notering. Verder bereikte de plaat een notering in de destijds twee hitlijsten in Nederland, maar in België werden de twee Vlaamse hitlijsten en de Waalse hitlijst niet bereikt. Verder staat de plaat sinds de allereerste editie in december 1999, genoteerd in de  jaarlijkse NPO Radio 2 Top 2000 van de Nederlandse publieke radiozender NPO Radio 2.

### Nederlandse Top 40
| Our house in de Nederlandse Top 40 van 26-09-1970 t/m 31-10-1970 | Our house in de Nederlandse Top 40 van 26-09-1970 t/m 31-10-1970 | Our house in de Nederlandse Top 40 van 26-09-1970 t/m 31-10-1970 | Our house in de Nederlandse Top 40 van 26-09-1970 t/m 31-10-1970 | Our house in de Nederlandse Top 40 van 26-09-1970 t/m 31-10-1970 | Our house in de Nederlandse Top 40 van 26-09-1970 t/m 31-10-1970 | Our house in de Nederlandse Top 40 van 26-09-1970 t/m 31-10-1970 | Our house in de Nederlandse Top 40 van 26-09-1970 t/m 31-10-1970 |
| Week                                                             | 1                                                                | 2                                                                | 3                                                                | 4                                                                | 5                                                                | 6                                                                |                                                                  |
| ---------------------------------------------------------------- | ---------------------------------------------------------------- | ---------------------------------------------------------------- | ---------------------------------------------------------------- | ---------------------------------------------------------------- | ---------------------------------------------------------------- | ---------------------------------------------------------------- | ---------------------------------------------------------------- |
| Positie                                                          | 31                                                               | 17                                                               | 11                                                               | 10                                                               | 16                                                               | 26                                                               | uit                                                              |

### Hilversum 3 Top 30
| Our house in de Hilversum 3 Top 30 van 03-10-1970 t/m 31-10-1970 | Our house in de Hilversum 3 Top 30 van 03-10-1970 t/m 31-10-1970 | Our house in de Hilversum 3 Top 30 van 03-10-1970 t/m 31-10-1970 | Our house in de Hilversum 3 Top 30 van 03-10-1970 t/m 31-10-1970 | Our house in de Hilversum 3 Top 30 van 03-10-1970 t/m 31-10-1970 | Our house in de Hilversum 3 Top 30 van 03-10-1970 t/m 31-10-1970 | Our house in de Hilversum 3 Top 30 van 03-10-1970 t/m 31-10-1970 |
| Week                                                             | 1                                                                | 2                                                                | 3                                                                | 4                                                                | 5                                                                |                                                                  |
| ---------------------------------------------------------------- | ---------------------------------------------------------------- | ---------------------------------------------------------------- | ---------------------------------------------------------------- | ---------------------------------------------------------------- | ---------------------------------------------------------------- | ---------------------------------------------------------------- |
| Positie                                                          | 18                                                               | 10                                                               | 9                                                                | 13                                                               | 24                                                               | uit                                                              |

### NPO Radio 2 Top 2000
| Nummer met noteringen in de NPO Radio 2 Top 2000 | '99 | '00 | '01 | '02 | '03 | '04 | '05 | '06 | '07 | '08 | '09 | '10 | '11 | '12 | '13 | '14 | '15 | '16 | '17 | '18 | '19 | '20 | '21 | '22 | '23 | '24 |
| ------------------------------------------------ | --- | --- | --- | --- | --- | --- | --- | --- | --- | --- | --- | --- | --- | --- | --- | --- | --- | --- | --- | --- | --- | --- | --- | --- | --- | --- |
| Our House                                        | 241 | 239 | 192 | 204 | 173 | 233 | 234 | 265 | 300 | 236 | 322 | 271 | 391 | 602 | 508 | 755 | 785 | 544 | 524 | 513 | 528 | 657 | 682 | 706 | 728 | 768 |

1. ↑  Een vetgedrukt getal geeft de hoogste notering aan.

### Evergreen Top 1000
| Evergreen Top 1000 "Our House" | Evergreen Top 1000 "Our House" | Evergreen Top 1000 "Our House" | Evergreen Top 1000 "Our House" | Evergreen Top 1000 "Our House" | Evergreen Top 1000 "Our House" | Evergreen Top 1000 "Our House" | Evergreen Top 1000 "Our House" | Evergreen Top 1000 "Our House" | Evergreen Top 1000 "Our House" | Evergreen Top 1000 "Our House" | Evergreen Top 1000 "Our House" | Evergreen Top 1000 "Our House" | Evergreen Top 1000 "Our House" | Evergreen Top 1000 "Our House" | Evergreen Top 1000 "Our House" | Evergreen Top 1000 "Our House" |
| Jaar                           | 2008                           | 2009                           | 2010                           | 2011                           | 2012                           | 2013                           | 2014                           | 2015                           | 2016                           | 2017                           | 2018                           | 2019                           | 2020                           | 2021                           | 2022                           | 2023                           |
| ------------------------------ | ------------------------------ | ------------------------------ | ------------------------------ | ------------------------------ | ------------------------------ | ------------------------------ | ------------------------------ | ------------------------------ | ------------------------------ | ------------------------------ | ------------------------------ | ------------------------------ | ------------------------------ | ------------------------------ | ------------------------------ | ------------------------------ |
| Positie                        | 589                            | 520                            | 510                            | 510                            | 510                            | 219                            | 427                            | 248                            | 407                            | 355                            | 297                            | 230                            | 197                            | 280                            | 260                            | 280                            |

## Covers
Het nummer werd verschillende malen gecoverd door andere artiesten. Op een album verschenen onder meer covers van de Australische zangeres Helen Reddy (I don't know how to love him, 1971), de Zweedse band Gimmicks (Gimmicks of Sweden, 1972), Australische zangeres Angie Hart (Kate Ceberano & friends, 1994), Fareed Haque (Déjà vu, 1997), Sugar Beats van Carole Kings dochter Sherry Goffin (How sweet it is, 1998) en Lisa B (What's new, pussycat?, 2006).

## Link
- Mini-docu over deze song van Top 2000 A GoGo